# 會計法 (中華民國)
會計法是一部規範中華民國行政機關處理會計事務的法律，於中華民國24年（1935年）制定，中華民國25年（1936年）施行，中華民國61年（1972年）修正全文。
2022年5月30日，立法院三讀通過會計法第99條之1條文修正草案，規定不追究中華民國95年（2006年）12月31日以前各機關的國務機要費、特別費的行政及民事責任，而涉刑事責任者則不罰。這意味著陳水扁的國務機要費案將除罪化。

## 另見
- 會計法第99-1條修正烏龍事件

## 外部連結
- 會計法 - 全國法規資料庫 （页面存档备份，存于）